# Musikjahr 1606
Liste der Musikjahre

◄◄ | ◄ | 1602 | 1603 | 1604 | 1605 | Musikjahr 1606 | 1607 | 1608 | 1609 | 1610 | ► | ►►

Weitere Ereignisse
Dieser Artikel behandelt das Musikjahr 1606.

## Ereignisse
- 05. Januar: Die Hochzeits-Masque Hymenaei, mit Musik von Alfonso Ferrabosco der Jüngere wird in London aufgeführt.
- Karneval: Das Oratorium Eumelio von Agostino Agazzari wird in Rom im Päpstlichen Römischen Priesterseminar uraufgeführt.
- 11. September: Leonhard Lechner wird nach seinem Tod in der Stuttgarter Oberen Kirche St. Katharina (der heutigen Hospitalkirche) in der Nähe des Altars zu Grabe getragen.
- Charles Bocquet wirkt 1606 in Pont-à-Mousson, von wo er zur Hochzeit von Markgraf Heinrich II. mit Margarita Gonzaga nach Nancy als Komponist und Lautenspieler gebeten wird.
- William Brade ist von 1606 bis 1608 und von 1611 bis 1613 beim Grafen Ernst zu Holstein-Schaumburg auf Schloss Bückeburg tätig.
- Pieter Cornet, der in den Jahren 1603 bis 1606 eine Anstellung als Organist an der Kirche Saint-Nicolas in Brüssel hatte, übernimmt anschließend in der gleichen Stadt die Stellung eines Hoforganisten bei Erzherzog Albrecht und seiner Frau Isabella. Seine Kollegen in der gleichen Stellung sind Peter Philips, John Bull, Juan Zacarias und Vicenzio Gumai.
- Gaspar Fernandes wird 1606 durch die Würdenträger der Kathedrale von Puebla in Santiago in der Hauptstadt Mittelamerikas Guatemala (heute Antigua Guatemala) der Posten des Kapellmeisters angeboten, den bis dato Fernandes’ verstorbener Freund aus gemeinsamen Zeiten in Santiago, Pedro Bermúdez, innegehabt hatte. Am 12. Juli desselben Jahres verlässt Fernandes Santiago und tritt am 15. September sein Amt in Puebla de los Ángeles in Neu Spanien, heute Puebla, Mexiko, an, das er bis zu seinem Tod im Jahre 1629 ausübt.
- Adam Gumpelzhaimer, der seit 1581 Kantor und Praeceptor am Gymnasium bei St. Anna in Augsburg ist, lehnt 1606 ein Angebot ab, das ihn zum Hofkomponisten und Kapellmeister der Württemberger Hofkapelle machen sollte. Im Laufe der Jahre werden Gumpelzhaimer daraufhin mehrere Gehaltserhöhungen gewährt.
- Mathias de Sayve der Ältere, der Bruder von Lambert de Sayve, hat von 1606 bis 1608 eine Anstellung als Chorleiter in Salzburg.
- Vido de Trasuntino baut in Venedig das Clavemusicum omnitonum, ein Cembalo von C bis c’’’ mit 31 Tasten pro Oktave.

## Instrumental- und Vokalmusik (Auswahl)
- Agostino Agazzari
  - Sacrae cantiones... liber quartus, Rom: Aloysio Zannetti
  - zweites Buch der Madrigale zu fünf Stimmen, Venedig: Ricciardo Amadino
- Gregor Aichinger
  - Messe zu Fronleichnam, Augsburg: Johannes Praetorius
  - Vulnera Christi zu drei und vier Stimmen, Dillingen: Adam Metzler
  - Fasciculus sacrarum harmoniarum quatuor vocum, Dillingen: Adam Metzler
- Richard Allison – An howres recreation in Musicke, apt for instruments and voyces, London: John Windet
- Felice Anerio – Responsoria, Rom: Aloysio Zannetti
- Bartolomeo Barbarino – Madrigali di diversi autori für Sologesang mit Theorbe, Cembalo oder andere Instrumente, Venedig: Ricciardo Amadino
- John Bartlet – A Booke of Ayres with a Triplicitie of Musicke, London: John Windet (Sammlung von Lieder für Laute zu einer, zwei und vier Stimmen)
- Sethus Calvisius – Herr Gott wer kan aussgründen zu vier Stimmen, Leipzig: Abraham Lamberg

- Giovanni Paolo Cima – Partito de ricercari, & canzoni alla francese, Mailand: Simon Tini & Filippo Lomazzo

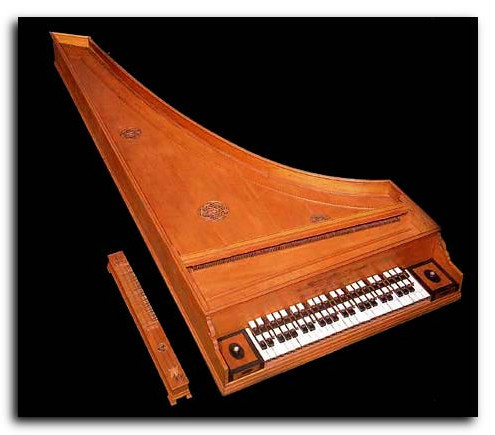
Clavemusicum omnitonum von Vito Trasuntino, 1606 – Bologna, Museo Internazionale e Biblioteca della Musica, no. 1766

- John Cooper – Funeral Teares zu einer und zwei Stimmen, London: John Windet für William Barley und John Browne (geschrieben zum Tod von Charles Blount, 1. Earl of Devonshire am 3. April 1606)
- Camillo Cortellini – Psalmen zu acht Stimmen, Venedig: Giacomo Vincenti
- John Danyel – Songs for the Lute, Viol and Voice
- Christian Erbach – Modorum sacrorum tripertitorum, quibus solennium sacrorum per annum initia zu fünf Stimmen, Teile 2 & 3, Dillingen: Adam Meltzer
- Giacomo Finetti – Orationes vespertinae zu vier Stimmen, Venedig: Ricciardo Amadino
- Balthasar Fritsch – Primitiae Musicales, Paduanas et Galliardas quas vocant, complures egregias, artificiosissimas et suavissimas complectentes, Frankfurt
- Marco da Gagliano – viertes Buch der Madrigale zu fünf Stimmen, Venedig: Angelo Gardano
- Konrad Hagius – Canticum Virginis intemeratae (ie. Magnificat) zu vier, fünf und sechs Stimmen, Dillingen: Adam Meltzer
- Sigismondo d’India – Primo libro de’ madrigali a 5 voci, Mailand: Agostino Tradate
- Marc’Antonio Ingegneri
  - zweites Buch der Hymen zu vier Stimmen, Venedig: Ricciardo Amadino (posthum veröffentlicht)
  - sechstes Buch der Madrigale zu fünf Stimmen, Venedig: Ricciardo Amadino (posthum veröffentlicht)
- Claude Le Jeune
  - Pseaumes en vers mesurés zu zwei bis acht Stimmen, Paris: Pierre Ballard (posthum veröffentlicht)
  - Octonaires de la vanité et inconstance du monde zu drei bis vier Stimmen, Paris: Pierre Ballard (posthum veröffentlicht)
- Leonhard Lechner
  - Newe Gaistliche und Wellttliche Teutsche Gesanng, sampt zwayen Lateinischen zu vier bis fünf Stimmen
  - Deutsche Sprüche von Leben und Tod (aus der postumen Handschrift)
- Luca Marenzio – 5 Bücher Villanellen und Canzonetten für 3 Stimmen (Venedig 1584, 1585, 1585, 1587 und 1587); eine Auswahl daraus mit deutschen Texten, herausgegeben von Valentin Haussmann, Nürnberg
- Samuel Mareschall
  - Der gantz Psalter von Ambrosius Lobwasser […] in Teutsche Reymen […] gebracht. Jetzund aufs newe mit vier Stimmen zugerichtet, Basel
  - Psalmen Davids, Kirchen Gesänge und geistliche Lieder, von D. Martin Luther […] mit vier Stimmen […] contrapunctsweise gesetzt, Basel
- Tiburtio Massaino – Sacri modulorum concentus zu acht, neun, zehn, zwölf, fünfzehn und sechzehn Stimmen, op. 31, Venedig: Angelo Gardano
- Ascanio Mayone – Primo libro di ricercari a 3, Neapel: Giovanni Battista Sottile
- Claudio Merulo – Canzoni d'intavolatura d'organo, fatte alla francese, Libro II, Venedig: Angelo Gardano & Brüder (posthum veröffentlicht)
- Girolamo Montesardo – Nuova inventione d'intavolatura per sonare li balletti sopra la chitarra spanuola, Florenz (erste gedruckte Quelle in alphabetischen Notation für die Gitarre)
- Nicola Parma – Motetten zu acht und zwölf Stimmen, Venedig: Ricciardo Amadino
- Serafino Patta – Missa, psalmi, motecta ac litaniae in honorem Deiparae Virginis..., Venedig: Giacomo Vincenti
- Andreas Pevernage – Chansons […] tant spirituelles que prophanes zu fünf Stimmen, Antwerpen
- Enrico Antonio Radesca (Radesca di Foggia) – zweites Buch der Canzonettas, Madrigale und Arie della romana zu zwei Stimmen, Mailand: Simon Tini & Filippo Lomazzo

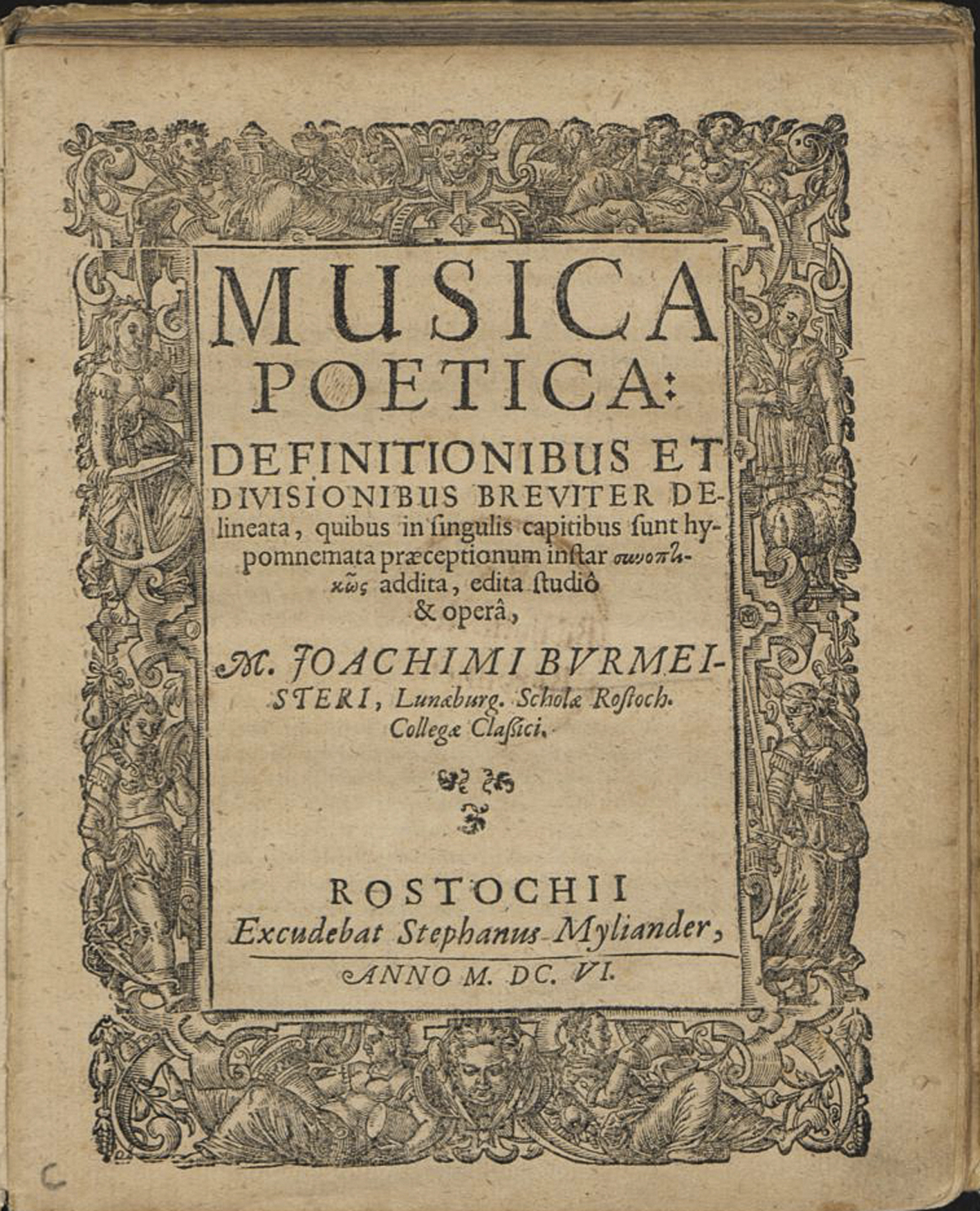
Joachim Burmeister – Musica Poetica. Titelblatt 1606

- Melchior Schramm – Cantiones Selectae, quas vulgo motectas appelant, quinis, senis, et octonis vocibus, Frankfurt
- Lodovico Grossi da Viadana – Completorium Romanum octo Vocibus decantandum, op. 16, Venedig

## Musiktheater
- Agostino Agazzari – Eumelio, Venedig: Ricciardo Amadino
- Andrea Cima – La Gentile

## Musiktheoretische Schriften
- Joachim Burmeister – Musica poetica, Rostock: Stephan Möllmann

## Geboren

### Geburtsdatum gesichert
- 09. August (getauft): Leonhard Löw, deutscher Stück- und Glockengießer († 1658)
- 13. November: Giacinto Andrea Cicognini, italienischer Dramatiker und Librettist († 1649)

### Genaues Geburtsdatum unbekannt
- William Child, englischer Komponist und Organist († 1697)
- Johannes Khuen, deutscher Dichter und Komponist († 1675)
- Urbán de Vargas, spanischer Komponist († 1656)
- Jaume Vidal, katalanischer Mönch, Musiker, Schriftsteller und Bibelwissenschaftler († 1689)

### Geboren um 1606
- Stefano Fabri junior, italienischer Musiker († 1658)
- John Hingeston, englischer Komponist († 1683)

## Gestorben

### Todesdatum gesichert

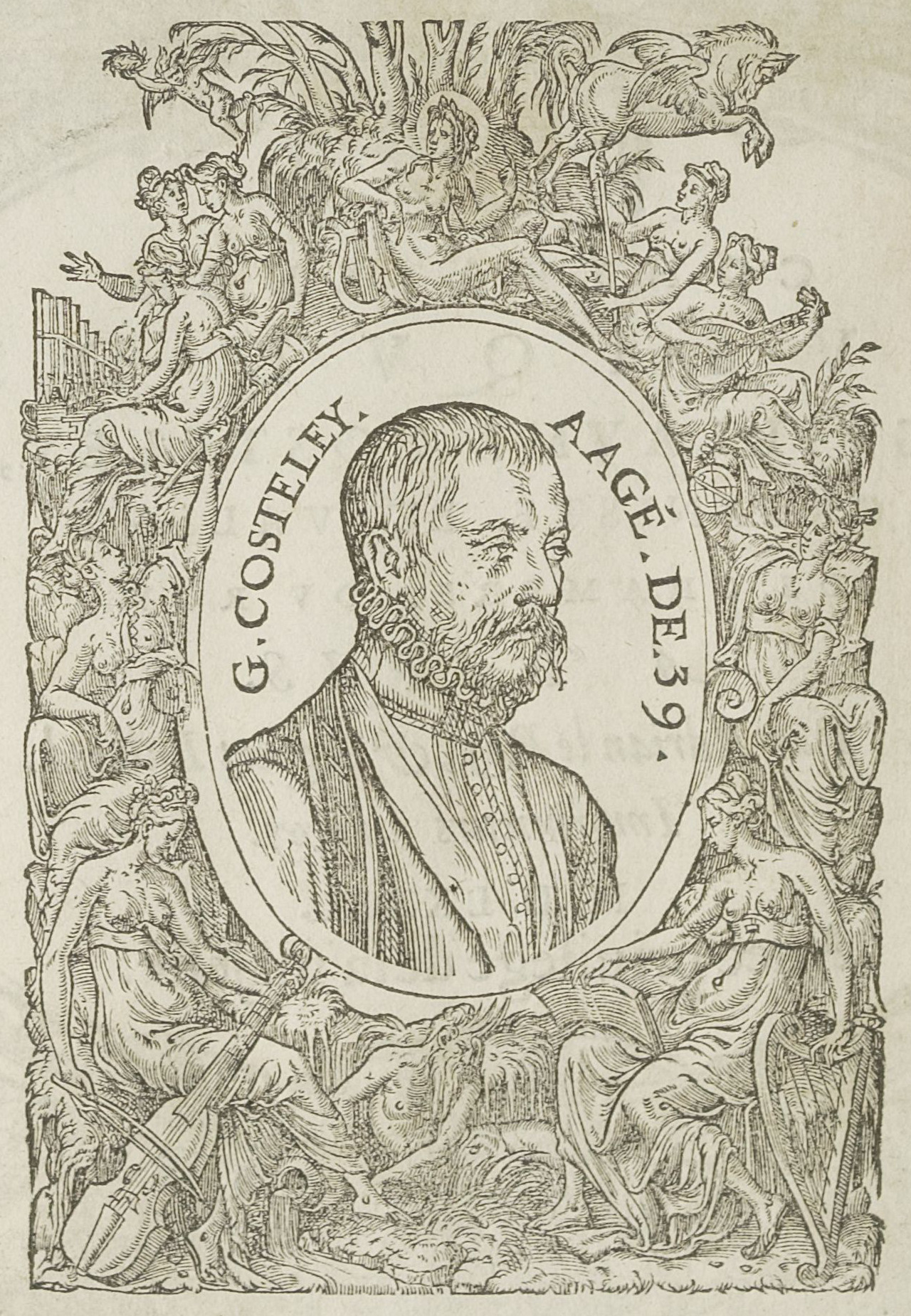
Guillaume Costeley; † 1. Februar

- 01. Februar: Guillaume Costeley, französischer Organist und Komponist (* um 1531)
- 12. August: Jacob Reiner, deutscher Hofkapellmeister, Musiklehrer und Komponist (* um 1559)
- 09. September: Leonhard Lechner, Tiroler Komponist (* um 1553)

### Genaues Todesdatum unbekannt
- Jan Trojan Turnovský, tschechischer Komponist (* um 1550)

### Gestorben um 1606
- Pellegrino Micheli, italienischer Instrumentenbauer (* um 1530)